# Ая Накамура
Ая Даниоко, по-известна като Ая Накамура, е френска поп изпълнителка от малийски произход.

## Биография
Родена е на 10 май 1995 г. в Бамако, но имигрира във Франция заедно със семейството си. Тя е учила мода. Започва да се занимава с музика с псевдонима си Ая Накамура. Нейният хит Djadja има повече от 690 милиона гледания в YouTube.
1. ↑  www.gala.fr